# Lamponega arcoona
Lamponega arcoona is een spinnensoort uit de familie Lamponidae. De soort komt voor in het zuiden van Australië.